# 杭州白马湖生态创意城

logo

杭州白马湖生态创意城是位于杭州市滨江区（高新区）的文化创意产业集聚区，于2008年4月启动，已成为全国规模最大、产业基础最优越的文化创意产业集聚区之一。

## 简介
白马湖生态创意城位于高新区南部区块的长江路158号，规划面积20.5平方公里，其中白马湖湖区面积1800余亩。
杭州白马湖生态创意城管委会为主管单位。
创意城按照“宜业、宜居、宜游、宜文”为发展目标，形成了“以动漫游戏、文化会展、设计服务、文化旅游为特色，集研发、生产、休闲、居住、商贸多功能为一体的文化创意产业集聚区、白马湖旅游休闲度假区、杭州城市美学、建筑美学示范区、杭州和谐创业示范区。”
至2012年底创意城已累计投入30亿元建设资金。以长江南路、长江西路、白马湖路、湘湖北路为主干道的路网已建成贯通。建成并投入使用有动漫广场、白马湖湖区整治、山一村农居SOHO创意园等一批重点项目。中国国际动漫节、海峡两岸文化创意产业高校研究联盟论坛永久落户，还承办了第二届世界休闲产业博览会、2012杭州设计节等大型活动。
中国动漫博物馆于2021年6月开馆，它是中国大陆第一家由国家广播电视总局和中国动画学会批准建设的国家级动漫博物馆，收藏2万余件动漫相关艺术品。

## 主要项目
已经开工建设的项目包括华数数字电视产业园、宏梦创意园、美院创意园、朱德庸幽默馆等“三园三馆”；已确定落点的项目有中广国际多维影像产业基地、艾斯弧国际设计中心、亚卫通科技、杭州国家数字出版产业基地核心区等。此外，包括朱德庸、姚非拉、朱炳仁、沈乐平、聂峻等在内一批文化名人已入驻该地。

## 荣誉
- “2009中国创意产业最佳园区”
- “2010当代城市化项目杰出蓝本”
- “2011杭州生活品质行业点评文娱生活年度区块”
- “首批杭州市级‘风情小镇’”
- 首批“浙江省干部教育培训现场教学示范基地”
- 浙江省现代服务业集聚示范区
- 浙江省文化产业发展“122”工程首批示范文化产业园区[1]

## 图片
- 动漫广场
- 中国动漫博物馆
- 白马湖区地图
- 建筑